# پول خرد (آلبوم چندآهنگه)
پول خرد (انگلیسی: Loose Change) یک آلبوم چندآهنگه (ئی‌پی) از خواننده و ترانه‌پرداز بریتانیایی، اد شیرن است که به صورت مستقل منتشر شد. این ئی‌پی در استودیوی استیکی واقع در ساری، انگلستان ضبط و توسط جیک گاسلینگ تهیه‌کنندگی شده است. پول خرد نخستین بار در سال ۲۰۱۰، پیش از آن که شیرن به شهرت جهانی و تحسین گستردهٔ منتقدان دست یابد، منتشر شد و تاکنون سه بار بازنشر شده است: نخست در ۲۰۱۱؛ سپس در ۲۰۱۵، به عنوان بخشی از مجموعه‌ای شامل پنج ئی‌پی پیشین شیرن با عنوان ۵؛ و سرانجام در ۲۰۱۶، روی وینیل ۱۲ اینچی رنگی. عنوان پول خرد از مصرع دوم تک‌آهنگ آغازین آلبوم، یعنی «تیم اِی»، برگرفته شده است.
این ئی‌پی دومین بخش از پروژه‌ای بود که شیرن آن را پنج پروژهٔ ئی‌پی (The Five EP Projects) نامیده بود؛ پروژه‌ای که تمامی هزینه‌های آن به‌طور خصوصی توسط خود شیرن تأمین و به صورت مستقل منتشر شد. انتشار اولیهٔ این ئی‌پی موفقیت‌آمیز تلقی شد، زیرا تک‌آهنگ آغازین آن به نام «تیم اِی»، به اثری پرفروش و محبوب تبدیل شد.